# Santa Anna dels Quatre Termes
Le Santa Anna dels Quatre Termes, ou Sainte-Anne, est un sommet des Pyrénées culminant à 1 348 m d'altitude, situé dans le département des Pyrénées-Orientales, dans le Sud de la France.

## Toponymie
Le nom de cette montagne est issu de celui de la chapelle, dédiée à sainte Anne, et aux quatre termes (« bornes », en catalan), c'est-à-dire aux quatre villages dont les limites se rejoignent à son sommet ou à proximité.

## Géographie
Le Santa Anna dels Quatre Termes est un sommet du massif des Aspres, à la limite entre les communes de La Bastide (sud-est), de Boule-d'Amont (est) et de Glorianes (ouest). À 150 m en contrebas du sommet, sur le versant sud-ouest, passe la limite entre les communes de La Bastide et de Baillestavy.

## Histoire
Près de son sommet se trouve la chapelle Santa Anna dels Quatre Termes, ancien ermitage ruiné du XVIIe siècle.

## Randonnée
En 2017, un sentier de randonnée de 42 km baptisé Le Tour de Santa Anna est aménagé. Il fait le tour de la montagne. Deux tables d'orientation ont été installées au sommet,.

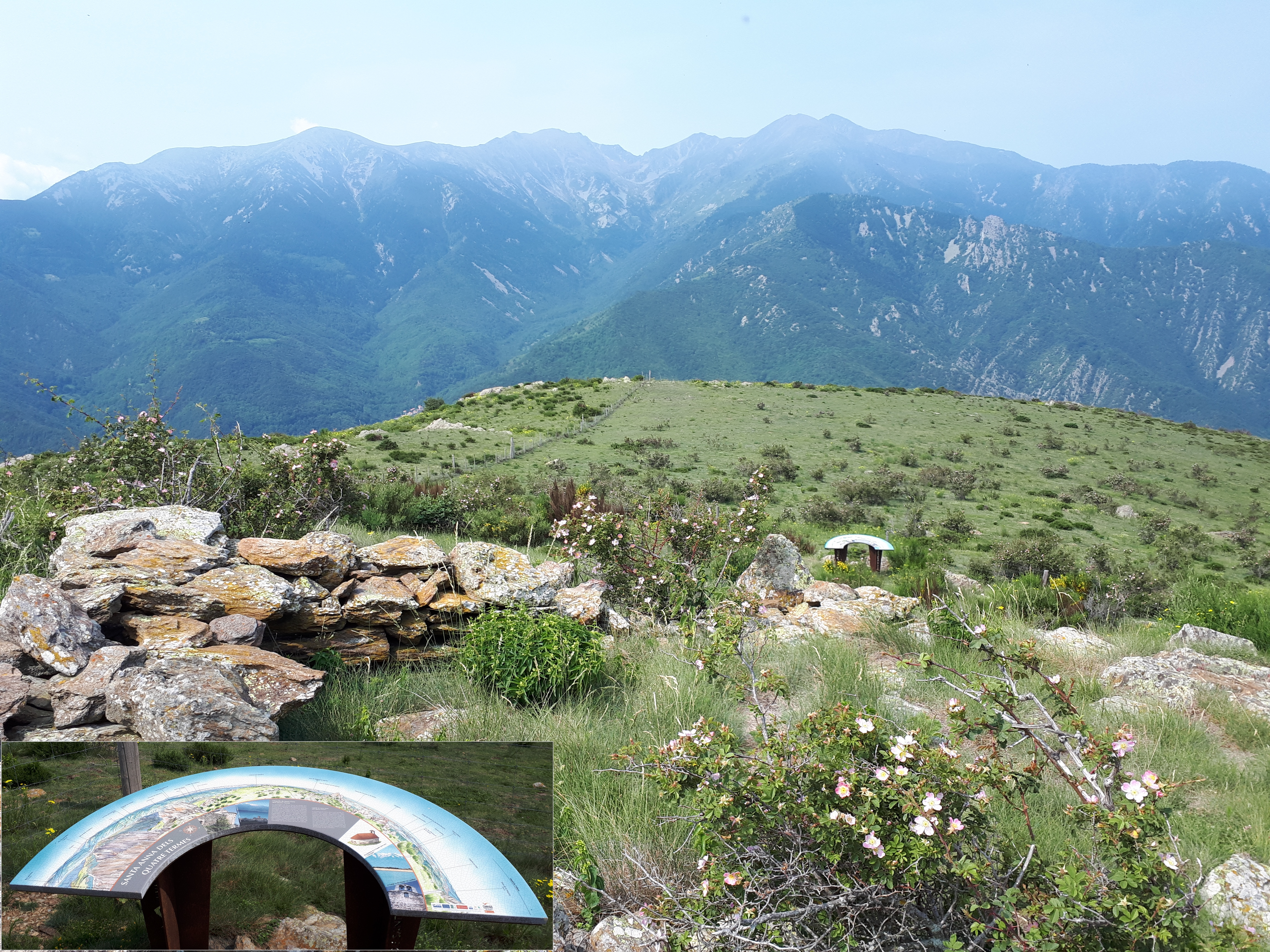
Table d'orientation sur Santa Anna dels Quatre Termes (côté sud), en regardant vers le secteur est du massif du Canigou. En médaillon : une seconde table d'orientation, sur le versant nord du sommet.